# Homecoming!
| Recensione | Giudizio |
| ---------- | -------- |
| AllMusic   |          |

Homecoming! è un album discografico a nome Elmo Hope Sextet and Trio, pubblicato dalla casa discografica Riverside Records nell'ottobre del 1961.

## Tracce

### LP
Lato A (RLP 12-381 A)
Testi e musiche di Elmo Hope.
1. Moe, Jr. – 5:52 – Registrato il 22 giugno 1961 a New York
2. La Berthe – 3:10 – Registrato il 29 giugno 1961 a New York
3. Eyes So Beautiful as Yours – 6:28 – Registrato il 22 giugno 1961 a New York
4. Homecoming – 5:04 – Registrato il 29 giugno 1961 a New York

Lato B (RLP 12-381 B)
Testi e musiche di Elmo Hope, eccetto dove indicato.
1. One Mo' Blues – 6:44 – Registrato il 29 giugno 1961 a New York
2. A Kiss for My Love – 5:29 – Registrato il 22 giugno 1961 a New York
3. Imagination – 6:39 (testo: Johnny Burke – musica: Jimmy Van Heusen) – Registrato il 29 giugno 1961 a New York

### CD
Edizione CD del 1992, pubblicato dalla Original Jazz Classics (OJCCD-1810-2)
Testi e musiche di Elmo Hope, eccetto dove indicato.
1. Moe, Jr. (take 4) – 5:52
2. Moe, Jr. (take 2) – 4:37 – Traccia bonus
3. La Berthe – 3:10
4. Eyes So Beautiful as Yours – 6:28
5. Homecoming – 5:04
6. One Mo' Blues – 6:44
7. A Kiss for My Love (take 5) – 5:29
8. A Kiss for My Love (take 4 - inedito) – 5:35 – Traccia bonus
9. Imagination – 6:39 (testo: Johnny Burke – musica: Jimmy Van Heusen)

## Musicisti
Moe, Jr. / Eyes So Beautiful as Yours / A Kiss for My Love

(Elmo Hope Sextet)
- Elmo Hope – piano
- Blue Mitchell – tromba
- Jimmy Heath – sassofono tenore
- Frank Foster – sassofono tenore
- Percy Heath – contrabbasso
- Philly Joe Jones – batteria

La Berthe / Homecoming / One Mo' Blues / Imagination

(Elmo Hope Trio)
- Elmo Hope – piano
- Percy Heath – contrabbasso
- Philly Joe Jones – batteria[4]

Note aggiuntive
- Orrin Keepnews – produttore
- Registrazioni effettuate il 22 e 29 giugno 1961 al Bell Sound Studios di New York City, New York
- Bill Stoddard – ingegnere delle registrazioni
- Mastering effettuato al Plaza Sound Studios
- Ken Deardoff – design copertina album originale
- Steve Schapiro – foto retrocopertina album originale
- Ira Gitler – note retrocopertina album originale [5]